# Palermo Hollywood
Palermo Hollywood corresponde a uma região do bairro nobre argentino de Palermo. Localizada na cidade de Buenos Aires é delimitada pelas avenidas Juan Bautista Justo, Córdoba, Dorrego e Santa Fe. Não é reconhecida oficialmente como um dos bairros portenhos.
Recebeu esse nome americanizado, Hollywood, devido à grande concentração de produtoras televisivas e de cinema, e canais de televisão, estabelecidos no início da década de 2000. Abriga também o centenario Club Atlético Palermo, surgido na junção de Buenos Aires com o povoado de Belgrano, durante a Grande Imigração do final do século XIX e início do XX.
Atualmente, ele é mais conhecido pela concentração de restaurantes, discotecas, cafés e sua ativa vida noturna.